# 中村福助 (成駒屋5代目)
成駒屋五代目 中村 福助（なかむら ふくすけ、1900年（明治33年）5月10日 - 1933年（昭和8年）8月11日）は、歌舞伎役者。本名は中村 慶次（なかむら けいじ）、東京築地生まれ。屋号は成駒屋。定紋は祇園守。俳名に梅莟、啾雨。五代目中村歌右衛門の長男。愛称に「慶ちゃん福助」。

## 人物
1904年（明治37年）7月、数え4歳の時に東京座で二代目中村兒太郎を襲名し『仮名書太平記』の塩谷の息・竹若で初舞台。1916年4月歌舞伎座『京鹿子娘道成寺』の白拍子花子で五代目中村福助を襲名。以後は初代中村吉右衛門の相方を務めることが多く、美貌で気品のある芸風で人気を集め、次代を担う若手の花形役者として将来を嘱望されるようになった。1925年に大阪宗右衛門町の新大和屋の梅弥と結婚。
大正10年（1921年）から自主公演の羽衣会を主宰し舞踊活動の充実化を推進していたが、昭和3年（1928年）には実子の眞喜雄も生まれ順風満帆の役者生活を送っていたが8年（1933年）3月の歌舞伎座公演終了後に病に倒れ、そのまま舞台に復帰する事なく8月11日、神奈川県葉山の別荘で腹膜炎と胸病を併発して死去した。33歳没。墓所は多磨霊園。
当たり役は『京鹿子娘道成寺』の白拍子花子、『春興鏡獅子』の女小姓・弥生、『妹背山婦女庭訓』の雛鳥、『籠釣瓶花街酔醒』の八橋、『仮名手本忠臣蔵・九段目』の小浪など。
弟に六代目中村歌右衛門。七代目中村芝翫は長男、八代目中村芝翫は孫、六代目中村勘九郎、二代目中村七之助、六代目中村児太郎、四代目中村橋之助、三代目中村福之助、四代目中村歌之助は曽孫にあたる。

## 伝記
- 加賀山直三『ある女形の一生 五代目中村福助』東京創元社 1959

## 福助の登場する小説
- 舟橋聖一『こころ変り』（1950）